# Sabaria miscella
Sabaria miscella är en fjärilsart som beskrevs av Swinhoe 1891. Sabaria miscella ingår i släktet Sabaria och familjen mätare. Inga underarter finns listade.